# D.Hosahalli, Kadur
D.Hosahalli là một làng thuộc tehsil Kadur, huyện Chikmagalur, bang Karnataka, Ấn Độ.